# Gőbölyös Soma-díj
A Gőbölyös Soma-díj a tényfeltáró újságírásban kiemelkedőt alkotó, 37 évnél fiatalabb újságírók elismerésére a Gőbölyös József "Soma" Alapítvány által alapított díj (2015-től a felső korhatárt eltörölték). A díj névadója Gőbölyös József  tényfeltáró újságíró. A díjat, amely ma már a Transparency-Soma nevet viseli, 2016-tól a Transparency International Magyarország Alapítvány adja át.

## Névadója
Gőbölyös József (Budapest, 1964. január 11.– Budapest, 2000. augusztus 27.), illetve ahogy kollégái és barátai szólították "Soma", vérbeli tényfeltáró újságíró volt. Elsősorban a Magyar Rádiónak és a HVG-nek dolgozott. 2000 augusztusában, 37 évesen, gyógyíthatatlan betegségben halt meg. A Gőbölyös József SOMA Alapítványt 2001-ben hozták létre barátai. A kezdeményezés célja: támogatni azt a műfajt, melyben Soma munkájában a legaktívabb volt, a tényfeltáró újságírást.

## Jelölt lehet
Tényfeltáró, valamely magyarországi társadalmi, illetve gazdasági visszásságra fényt derítő, 6-100 ezer leütés terjedelmű, megjelent vagy még publikálatlan írás szerzője. Jelölt csak olyan személy lehet, aki a következő díjkiosztás időpontjáig nem tölti be 37. életévét (2015-től a felső korhatárt eltörölték).

## Összege, átadása
A díj összege 1 millió forint. Minden év január 11-én, Soma születésnapján adják át.

## Díjazottak

### 2024
- A díjat megosztva kapta Jandó Zoltán, a g7.hu újságírója, valamint Pethő András és Panyi Szabolcs, a Direkt36.hu újságírói[2]. Jandó Zoltán nyertes cikksorozatában[3][4][5] egy rejtélyes magyar vállalkozó tőkeemelési kísérletét mutatta be, melynek során mintegy 13,5 ezer milliárd forintnyi értékben próbáltak meg hamis brazil államkötvények segítségével feltőkésíteni több céget. A kétes pénzügyi művelet a cégbíróság szűrőjén is keresztül ment, és ha végül sikerrel járt volna, a vállalkozót egy csapásra Magyarország messze leggazdagabb emberévé tehette volna, sőt a világ leggazdagabb 40 embere közé került volna. A cikksorozat megjelenése után mind a Nemzeti Adó- és Vámhivatal, mind pedig a cégbíróság eljárást indított, aminek a hatására a tőkeemelésről szóló dokumentumokat megsemmisítették, és az ügyletet ezáltal érvénytelenítették, de a szabályozási és ellenőrzési környezet továbbra sem zárta le az utat a hasonló pénzügyi manőverek előtt.
- Pethő András és Panyi Szabolcs díjnyertes cikkükben[6] egy 2018-ban lezajlott, a magyar titkosszolgálati szervezeteket érintő politikai konfliktus hátterét tárták fel. A cikk részletesen bemutatja, hogy az akkor  Lázár János irányítása alá tartozó Információs Hivatalban bevett gyakorlat volt az úgynevezett „fehérpapíros ügyek” alkalmazása, azaz a hivatalos eljárást megkerülve nem dokumentált eljárások és megfigyelések indítása, többek között a Magyarországra érkező OLAF-ellenőrökkel szemben, akik akkor a Tiborcz István nevéhez köthető Elios-ügyben vizsgálódtak az országban. A cikk továbbá betekintést nyújtott egy 2018 nyarán történt razziába is, amely során az Információs Hivatalban egy mintegy harmincfős, a Belügyminisztérium alá tartozó különböző szervektől érkezett különítmény kezdett el vizsgálódni. A hivatalos indoklás szerint a IH-ban folyó hírszerzés politikai felügyeletét akkoriban átvevő Szijjártó Péter teljes átvilágítást rendelt el évekre visszamenőleg, azonban az újságírók értesülései szerint a razzia során a belügyes csapat általános ellenőrzés helyett valójában azzal a konkrét célkitűzéssel érkezett, hogy azokat az IH-ban keletkezett iratokat kutassa fel, amelyek kormányközeli gazdasági szereplők – köztük az Orbán család egyes tagjai – gazdasági ügyeivel voltak kapcsolatosak. A cikk anonim forrásai szerint az akciót Orbán Viktor környezetéből kezdeményezhették annak kiderítésére, hogy milyen információkat gyűjtött be az IH a miniszterelnök családtagjainak üzleti tevékenységéről, továbbá hogy milyen egyéb tevékenységet végzett a hírszerzési szervezet Lázár János vezetése alatt.

### 2023
- Wirth Zsuzsanna és Marton Kamilla a Direkt36.hu újságírói, akik több részes cikksorozatukban[7] több mint egy éven át kutatták a kórházi fertőzések magyarországi helyzetét, a nemzetközi gyakorlatokat is körüljárva, valamint a témáról egy több mint egyórás dokumentumfilmet[8] is forgattak, melyben szakértők mellett a kórházi fertőzések kárvallottjai is megszólalnak.[9]

### 2022
- Panyi Szabolcs a Direkt36.hu újságírója, a kínai Fudan Egyetem Budapestre tervezett, sok vitát kiváltott campusáról szóló tényfeltáró cikksorozatáért.[10]

### 2021
- A díjat ebben az évben megosztva ítélték oda Jandó Zoltán és Fabók Bálint, a g7.hu újságírói részére, akik a Rahimkulov-család magyarországi gazdasági érdekeltségeit és társasági adókedvezményekkel kapcsolatos visszaéléseit elemezték cikksorozatukban, valamint Panyi Szabolcsnak a Direkt36.hu-n megjelent cikkéért, melyben a német-magyar kapcsolatok több mint két évtizedét áttekintve mutatott rá a politikai és a gazdasági érdekek összefonódására.[11]

### 2020
- Horváth Csaba, a 24.hu munkatársa cikksorozatáért, amelyben egy sokszereplős, Simonka György köré összpontosuló Békés megyei cégekből és alapítványokból álló hálózat európai uniós agrár- és egyéb fejlesztési támogatásokkal való visszaéléseit tárta fel[12]

### 2019
- Erdélyi Katalin, Németh Dániel és Bátorfy Attila, az Átlátszó.hu újságírói “Orbán Viktor, a magánrepülőgép, a luxusjacht, és a Mészáros-klán – tudjuk, hol nyaraltak idén nyáron” című cikkükért.[13] A csapat heteken át követte egy magánrepülőgép és egy máltai offshore céghez köthető luxusjacht útjait, nyomozásuk során felbukkant Orbán Viktor miniszterelnök, Mészáros Lőrinc családi és üzleti körei, kormánybarát üzletemberek, illetve az államigazgatás volt és jelenlegi tagjai.[14]

### 2018
- Ács Dániel, a 444 munkatársa, a ferencvárosi parkolási és ingatlanügyeket feltáró cikk- és videósorozatáért.[15] A sorozat miatt a ferencvárosi önkormányzat más felperesekkel közösen több pert indított sajtó-helyreigazítást kérve, amelyeket a bíróság többségében elutasított, azonban a cikksorozat egy cikke esetén a Fővárosi Ítélőtábla három pontban helyreigazításra kötelezte a hírportált.[16][17][18][19][20]

### 2017
- Dezső András, Panyi Szabolcs és Hava Nikita, az Index munkatársai, a Kertész Balázs ügyvédről készült cikkért.[21][22]
- Kasnyik Márton a 444.hu munkatársa  a Quaestor-botrányról szóló cikksorozatáért.[23]

### 2016
- Dezső András és Panyi Szabolcs, az Index munkatársai, Kiss Szilárd moszkvai agrárattasé  ügyeit feltáró ötrészes cikksorozatért.[24][25]

### 2015
- Szalai Bálint, az Index gazdasági rovatának munkatársa cikksorozatában[26][27] a magyar állampolgárságosztásra rámozduló maffiákat térképezte fel.[28]

### 2014
- Máriás Leonárd, a hvg.hu újságírója cikksorozatban[29][30] térképezte föl, hogy a trafik-pályázatok nyertesei közül kik és milyen módon köthetők a Continental Zrt. dohány-nagykereskedelmi vállalathoz. A zsűri indoklása szerint a szerző a "trafikmutyiként elhíresült történet legeredetibb és legalaposabb földolgozását adta".
- Oroszi Babett, akit az Átlátszó.hu portálon megjelent cikksorozatáért[31] díjazták, melyben a filmtámogatási milliárdok kormányzati periódusokon is átívelő osztogatásának járt utána. A zsűri az indoklásban arra világított rá, hogy Oroszi "sok utánajárást és szembesítést kívánó munkájából kiderült, hogy az osztogatóknak jobbára maguk és barátaik felé hajlott a kezük".[32]

### 2013
Ez évben senkinek nem ítélték oda a díjat.

### 2012
- Dénes Zoltán, Magyar Nemzet, egy magtárházra  – közvetítőkön és fedőcégeken keresztül – fölvett, vissza nem fizetett 13 milliárd forintos kölcsön ügyéről: „Az ügyben ma is nyomozás folyik, de mint a zsűri kiderítette: a cikk nem kiszivárogtatásokra épült, épp ellenkezőleg. Sok esetben Dénes Zoltán járt a hatóságok előtt a nyomozó munkában, azok lépkedtek az ő lábnyomaiban”
- Pethő András, az Origo munkatársa (másodszor), a Közgép Zrt. felemelkedéséről; „a szerző hosszan és mélyen tanulmányozta és tette az olvasók számára érthetővé az állami építőipari megrendelések jelentős részét elvivő cég működését”[33]

### 2011
- Szabó András, az Origo munkatársa, a moszkvai magyar kereskedelmi kirendeltség épületének eladását feldolgozó tizennégy részes cikksorozatáért.
- Vorák Anita, az Origo munkatársa, a Duna Televízióban Cselényi László elnöksége alatt működtetett „pénzszivattyúról” szóló írásaiért.

### 2010
- Magyari Péter, az Index újságírója kapta a Magyarországon és a régióban zajló gázüzletekről szóló ötrészes cikksorozatáért, melyben feltárta a magyarországi gázháborúk részleteit és a térséget uraló orosz befolyást.

### 2009
- Brückner Gergely, a Figyelő munkatársa, a Siemens korrupciós ügyeiről szóló cikksorozatáért.
- Pethő András, az Origo munkatársa, a Welt 2000 Kft. pályáztatás nélkül elnyert milliárdos állami megbízásairól szóló cikksorozatáért.

### 2008
- Bódis András, a Heti Válasz rovatvezetője, Kóka János volt gazdasági miniszter korruptságát bemutató cikksorozatáért.
- Bodoky Tamás, az Index főmunkatársa, a rendőrség 2006 őszi szerepének bemutatásáért.

### 2007
- Vajda Éva, a Manager Magazin főszerkesztő-helyettese a Magyar Telekom, illetve a T-Mobile cégóriások belügyeinek a nagyközönség elé tárásával. Cikkei sorrendben: Ki nevet a végén, Időzített banánhéj, A nagy hezitálás, Homályos végjáték, illetve A saga folytatódik.

### 2006
- Szabó M. István, a Magyar Narancsban megjelent, a Magyar Államvasutak ügyeit vizsgáló cikksorozatért.

### 2005
- Bogád Zoltán, az Index újságírója, cikksorozatáért: Hatszázmilliós megbízás a hatvanmillióért privatizált cégnek, Műhold szórja a tudásbázist, Kötbért szabhatnának ki a TDC-re.

### 2004
- Mong Attila, a Figyelőben megjelent, a brókerbotrányról szóló cikksorozatáért.

### 2003
- Haszán Zoltán, a Népszabadságban megjelent, Országimázs – családi haszon című cikkéért.

### 2002
- Blénessy Gábor, a TV2 munkatársa, a korridor.hu internetes lapon megjelent Az eltűnt milliárdok nyomában című cikkéért.
- Rajnai Attila, az Élet és Irodalomban megjelent, Olaj a bűzre című cikksorozatáért.